# Guillermo Mordillo
 Guillermo Mordillo Menéndez (Villa Pueyrredón, Buenos Aires, 4 de agosto de 1932-Palmanova, Mallorca, 29 de junio de 2019), más conocido como Mordillo, fue un dibujante argentino reconocido internacionalmente por sus pinturas cómicas, coloridas y mudas sobre el amor, deportes (especialmente fútbol y golf), animales y varios aspectos curiosos de la vida. Fue el dibujante de humor más publicado del mundo en los años 1970; sus libros recopilatorios fueron traducidos a numerosos idiomas y editados en países como Italia, Portugal, España, Alemania, Francia, Bélgica, China, Estados Unidos, entre otros. En los últimos años de su carrera se dedicó casi exclusivamente al humor gráfico y a las ilustraciones infantiles.

## Biografía
Hijo de padres españoles. Su padre, Marcelo Mordillo Lorenzo, era natural de Guijo de Granadilla, (Cáceres), y su madre, Oliva Menéndez, era asturiana. Su infancia transcurrió en Villa Pueyrredón, Buenos Aires donde tuvo un precoz interés por el dibujo. En 1948 obtuvo el certificado de Ilustrador en la Escuela de Periodismo. Dos años después forma parte del equipo de animación del estudio Burone Bruché, al mismo tiempo que realiza ilustraciones para historias infantiles (Cuentos de Perrault, Cuentos de Schmid, Los músicos de Bremen y Los tres cerditos) editadas por Codex. Para 1952 cofunda Estudios Galas, dedicado a la producción de animaciones. Mientras, sigue desarrollando su carrera como ilustrador y publicando algunas tiras en revistas locales.
El 7 de noviembre de 1955 parte hacia Lima, Perú, dónde se desempeña como diseñador freelance para la compañía de publicidad Mc Cann Erikson. En 1958 ilustra fábulas de Esopo y de Samaniego para la Editorial Iberia de Lima.
Luego de haber realizado ilustraciones para tarjetas de felicitación para Hallmark Cards con sede en Kansas City, parte hacia los Estados Unidos en 1960. Allí se emplea en los estudios Paramount Pictures de Nueva York. Forma parte de la realización de las películas de dos personajes de trascendencia mundial: Popeye y La pequeña Lulú y crea dos personajes para el cortometraje Trick for tree.
Tres años más tarde, un 20 de agosto cambia nuevamente de rumbo. Esta vez viaja hacia Europa, arribando a París el 19 de septiembre. Allí realiza en un primer momento cartas humorísticas para Edition Mic-Max. En julio de 1966 comienza a colaborar con la revista Le pelerin y poco después hace lo propio en Paris Match. Dos años después, sus trabajos comenzarán a ser reproducidos en publicaciones de otros puntos del mundo, entre las que destaca la alemana Stern. En París conoce a su esposa Amparo Camarasa, casándose en 1969 y con la cual tiene dos hijos: Sebastién Jerôme (1970) y Cécile Isabelle (1972).
En 1980 se muda a Mallorca, España y es nombrado presidente de la Asociación Internacional de Autores de Cómics y Cartoons (AIAC) con sede en Ginebra, Suiza. Luego de 18 años en España, vuelve a Francia en 1998. Al año siguiente participa en el Seminario Creativo de Zermatt, Suiza.
En 2007 abandona los dibujos en tinta de color y experimenta con nuevos materiales: acrílicos, pasteles y lápices de colores. Al año siguiente realiza junto a Art Petrus una serie de reproducciones de dibujos en alta definición. También ese año vende a través de internet una publicación numerada y firmada por el autor: Mordillo Collection.
En sus últimos años residía en el Principado de Mónaco y en la isla de Mallorca, donde falleció el 29 de junio de 2019.

## Obras
Libros y series:
- 1970 - El Galion

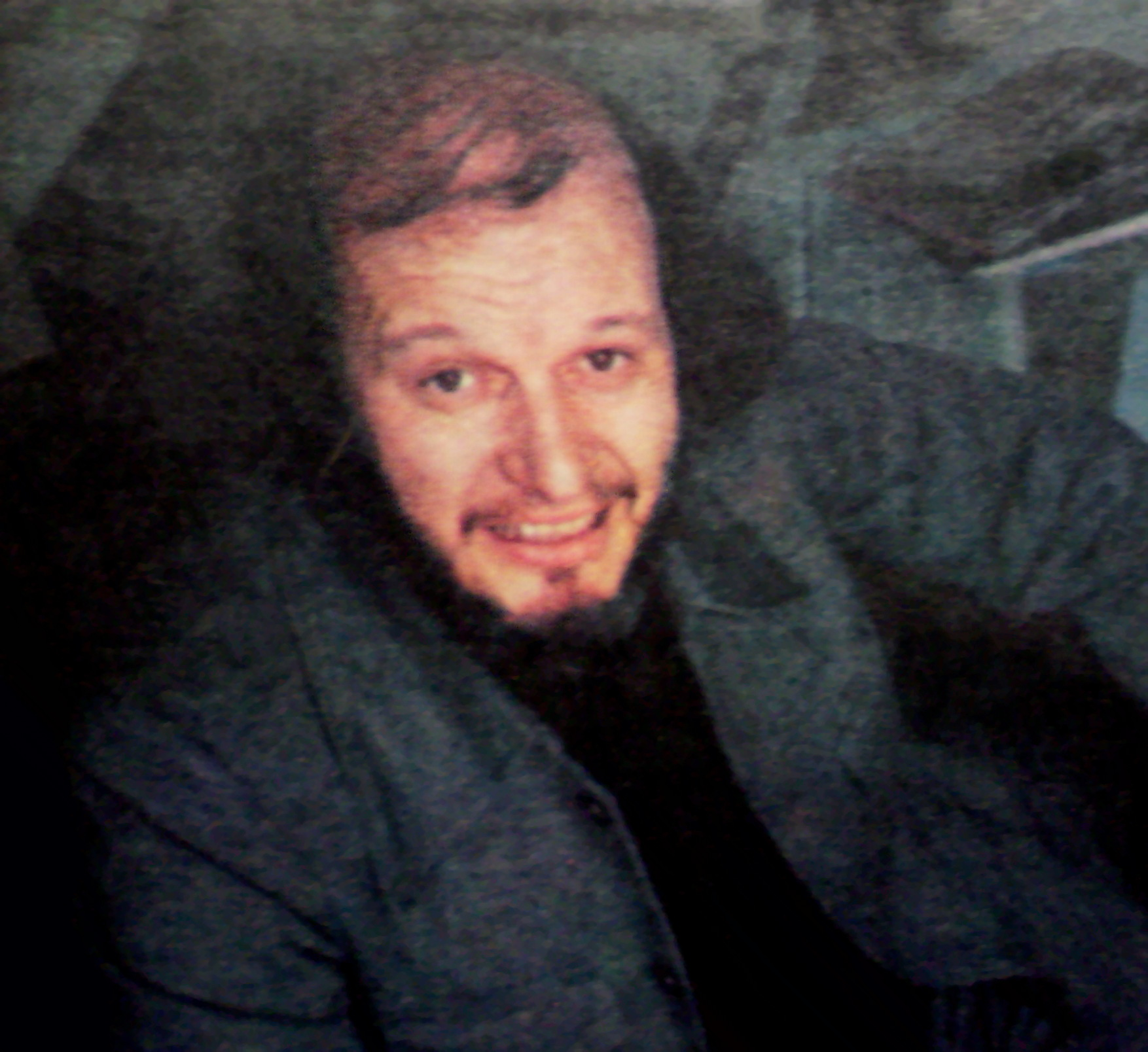
Mordillo en 1974.

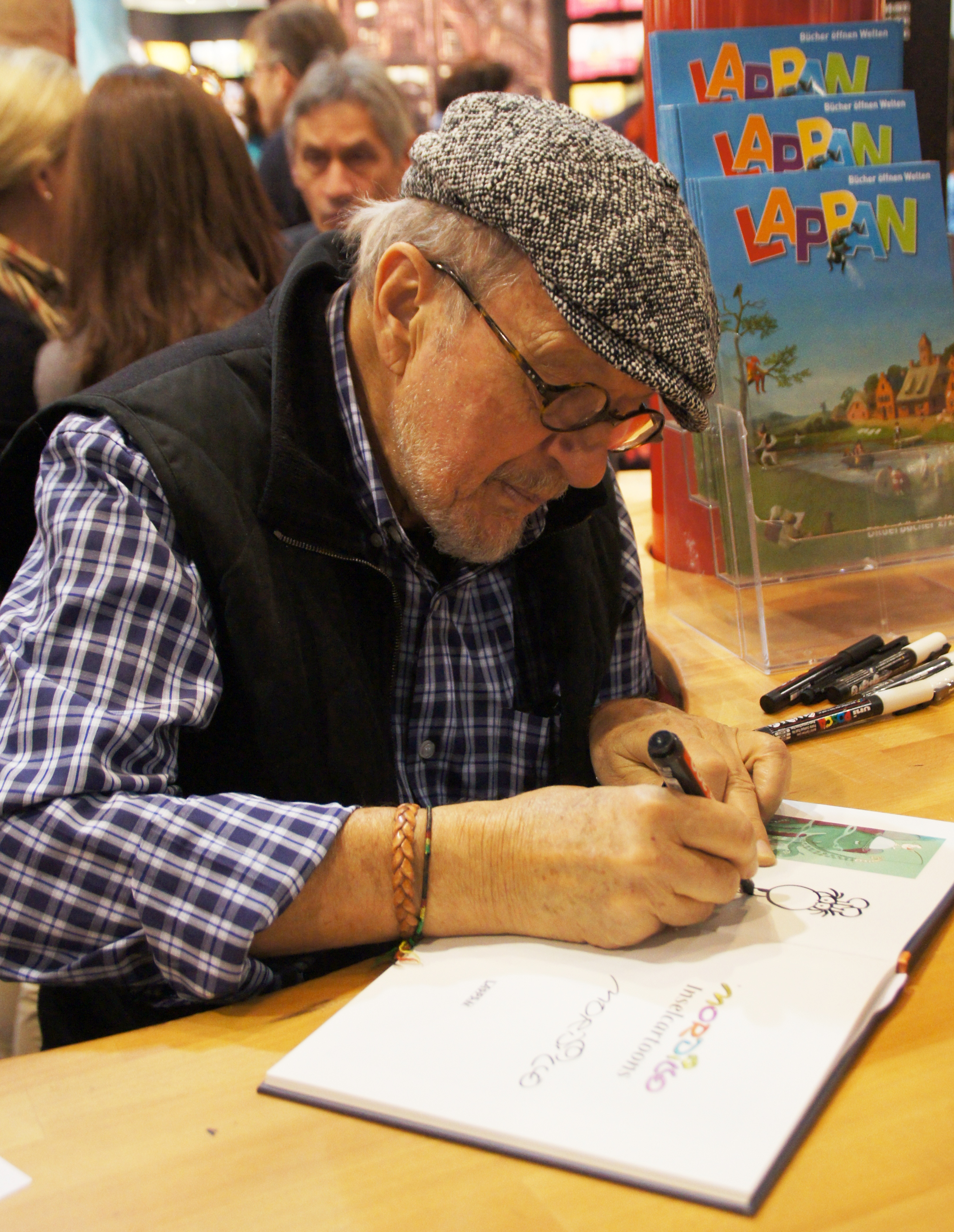
Mordillo en 2012

- 1971 - Los Doings húmedos y chiflados de una nave atrevida del pirata. Harlin Quist Inc., Nueva York
- 1971 - Las historietas recogidas de Mordillo. Editores de la corona, Nueva York
- 1972 - Crazy Cowboy (Vaquero loco). Harlin Quist Inc., Nueva York
- 1974 - Crazy Crazy (Loco loco). Insel Verlag, Francfurt/M., Alemania
- 1976 - Toutes les Girafes [Jirafas de bolsillo, Península]
- 1976 - Opus I. Friedrich W.Heye Verlag, Unterhaching, Alemania
- 1978 - Opus II (con delantero de Marcel Marceau). Friedrich W.Heye Verlag, Unterhaching, Alemania
- 1980 - Opus III. Friedrich W.Heye Verlag, Unterhaching, Alemania
- Le Livre d'Or de Mordillo
- 1981 - Mordillo Football (con delantero Pelé). Siglo Hutchinson, Londres, Gran Bretaña
- 1985 - Mordillo Lovestory (con delantero Jane Birkin). Ediciones Glénat, Grenoble, Francia
- 1987 - Golf de Mordillo (con delantero de Roberto De Vicenzo). Arnoldo Mondadori Editore, Milano, Italia
- 1990 - Safari de Mordillo. Wilhelm Heyne Verlag, München, Alemania
- 1993 - Mordillo Golf [ Glénat: Mordillo, # 1 ]
- 1994 - Mordillo Amore Amore (con delantero de Giovanni Mariotti). Arnoldo Mondadori Editore, Milano, Italia
- 1995 - Mordillo para deportistas [ Glénat: Mordillo, # 3 ]
- 1999 - Mordillo Love Story [ Glénat: Mordillo, # 4 ]
- 2013 - El galeón. Kalandraka Editora, ISBN 9788484648277
- 2019 - El arte de Mordillo. Evolution- Panini Comics, Torroella de Montgrí, ISBN 9788491679158

Revistas y libros (en España):
- Balalaika, Bocaccio, Comix Internacional, El País Semanal, El Papus, El Semanal, Flashmen, La Codorniz, Papillón, Siesta, Vamos a reírnos muy en serio del racismo, Quevedos, Europa se burla del racismo

## Premios y Menciones
- Premio Phoenix de Humor, 1973
- Premio Yellow Kid, Italia, 1974
- Premio Nakanoki, Tokio, Japón, 1977
- Cartoonist of the Year en el Montreal International Salon of Cartoons, Canadá, 1977
- Palma de Oro, San Remo, Italia, 1978-1983
- Premio Konex - Diploma al Mérito, Argentina, 1992.
- Medalla de plata de la V Bienal Internacional de Dibujo Humorístico de Tolentino, Italia
- Medalla de plata del Primer Festival Internacional de Dibujo Humorístico de Sarajevo
- Medalla de Oro de la Asociación de Dibujantes Argentinos
- Profesor Honorífico del Humor (1997) y catedrático Honorífico (2002) por la Universidad de Alcalá, España
- Premios Haxtur año 2004,  al Autor que Amamos. En el Salón Internacional del Cómic del Principado de Asturias España

## Muestras y exposiciones de su obra
Del 1 al 22 de diciembre de 2007, se llevó a cabo en el Museo Casa Carnacini de Villa Ballester (Buenos Aires), Argentina, una exposición de 70 obras, publicaciones y afiches de su autoría, denominada "Humor Tendido" (por la particularidad de haber sido expuestas al público colgadas de broches). Contó con la presencia del mismo Mordillo, quien estuvo presente en la inauguración de la muestra. La idea del arte colgada con broches vino de la mano del curador de la muestra, Tomás L'Estrange, dibujante argentino de 30 años (en ese momento 24), residente de Villa Ballester e íntimo amigo de Mordillo.